# Centre KEHA
L'agence de développement et d'administration des centres ELY et des bureaux de l'emploi et du développement économique (finnois : Elinkeino-, liikenne- ja ympäristökeskusten sekä työ- ja elinkeinotoimistojen kehittämis- ja hallintokeskus, suédois : Närings-, trafik- och miljöcentralernas samt arbets- och näringsbyråernas utvecklings- och förvaltningscenter), abréviation Centre KEHA (finnois : KEHA-keskus) est une agence gouvernementale dépendant du Ministère des Affaires économiques et de l'Emploi en Finlande.

## Présentation
Le Centre KEHA est une agence nationale fournissant des services de développement et de gestion pour les Centre pour le développement économique, les transports et l'environnement ELY et les bureaux de l'emploi et du développement économique.
KEHA opère dans un modèle de fonctionnement géographiquement décentralisé.
Le centre dispose d'un réseau d'environ 550 employés.
Les services de KEHA sont aussi sollicités par Palkeet, Hansel Oy, le Trésor public, Keva, VTV (fi),  Propriétés du Sénat, Valtori, et JulkIT.